# Велико војводство Тоскана
Велико војводство Тоскана (итал. Granducato di Toscana) је била држава која је од 1569. до 1859. године постојала на Апенинском полуострву.

## Историја
Великом војводству Тоскани претходило је Војводство Тоскана (или Фирентинско војводство) под управом породице Медичи. Велико војводство Тоскана настало је 1569. године када је папа Пије V доделио тосканском војводи Козму I Медичију титулу надвојводе. Наследио га је Франческо I Медичи коме је царском повељом 1576. године потврђена титула надвојводе. Франческо је био зависан према Хабзбурговцима. Медичији су владали Тосканом готово пуна два века. У 17. веку долази до слабљења Тоскане. Последњи Медичи на тосканском престолу умро је 1737. године. Војводство је одредбама Бечког мира по завршетк Рата за пољско наслеђе додељено Францу I, цару Светог римског царства, чиме је Војводство ушло у састав државе Хабзбурга. Током Наполеонових ратова војводство пада под власт Француза 1796. године у Италијанској кампањи. Уговором у Аранхуезу Тоскана је претворена у Краљевину Етрурију. Од 1807. године је у саставу Наполеонове Италије. Одредбама Бечког конгреса, Тоскана је враћена Хабзбурговцима. Године 1859, током Другог италијанског рата за уједињење, Тоскана је најпре ушла у састав Краљевине Сардиније. Годину дана касније приступила је Конфедерацији централне Италије.

## Заставе Великог војводства Тоскане
- период од 1562. до 1737.
- поморска застава (1737−1749)
- период од 1815. до 1840.
- са малим грбом (1840−1848, 1849−1860)
- са великим грбом (1840−1848, 1849−1860)
- 1848−1849